# Los silencios del doctor Murke y otras sátiras
Los silencios del doctor Murke y otras sátiras (en alemán, Doktor Murkes gesammeltes Schweigen) es un conjunto de cinco relatos del escritor alemán Heinrich Böll, Premio Nobel de Literatura en 1972, escrita en 1958. El relato concreto Los silencios del doctor Murke se publicó por vez primera en el Frankfurter Hefte en 1955 y, junto a otros relatos, en Doktor Murkes gesammeltes Schweigen und andere Satiren (Los silencios del doctor Murke y otras sátiras) en 1958. Es una respuesta satírica al Wirtschaftswunder alemán, la historia examina la relación entre las generaciones en la Alemania de posguerra y el auge del país posterior a la guerra en creencias religiosas.

## Trama
Los cinco relatos son:
- Los silencios del doctor Murke, reflexión sobre el derecho a la soledad y al pensamiento.
- No sólo en Navidad, la historia de una familia que repite una celebración todos los días.
- Diario en la capital, es el testimonio de la vuelta al poder de los responsables del nazismo.
- Algo va a pasar, la velocidad del mundo moderno y sus consecuencias.
- El destructor, la frontera entre la normalidad y el trastorno mental no siempre está clara.

## Sinopsis del relato  «Los silencios del doctor Murke»
El Murke del título es un graduado en psicología cuyo primer trabajo es el de editor en el departamento cultural de una radio. Todo en ese lugar lo irrita: «Eran alfombras hermosas, suelos hermosos, muebles hermosos y cuadros de exquisito buen gusto». Saca una pequeña postal que su madre le ha enviado, con una imagen del Sagrado Corazón y Recé por ti en Santiago (Ich betete fûr Dich in Sankt Jacobi), y la pegó en la pared, cerca de la puerta del ayudante de registro del departamento de escucha.
Murke comienza sus días con un «desayuno de angustia» («Angstfrühstück») subiendo en un paternóster al espacio vacío en lo alto para una breve dosis de terror ante la posibilidad de quedar detenido. Ha comenzado a coleccionar fragmentos de grabaciones cortados que contienen silencios, donde el locutor se ha callado —que él luego junta y se lleva a casa para escucharlo por la tarde. Pronto da un paso más, grabando a su novia callada en frente de un micrófono.
La historia se centra en la edición que Murke debe hacer en dos conferencias radiofónicas sobre La esencia del arte por el destacado crítico cultural profesor Bur-Malottke, autor de «numerosos libros de ensayos filosóficos, religiosos, culturales e históricos». Mirando a Bur-Malottke, Murke «supo lo que era el odio»:

...odiaba a aquel hombre alto, gordo y guapo, cuya obra, editada hasta alcanzar el número de dos millones trescientos cincuenta mil copias se encontraba en todas las bibliotecas, estantes de libros, armarios de libros y librerías. Ni por un momento se le pasó por la cabeza el ahogar su odio.
Los silencios del Dr. Murke (Alianza Editorial, 1973)

Bur-Malottke se había convertido al catolicismo en 1945, el punto álgido de la culpa alemana de posguerra, pero de la noche a la mañana, o así se decía, tiene dudas sobre sus conferencias sobre La esencia del arte, temiendo que le hicieran «responsable del recargo religioso de la emisora». La grabación contiene la palabra «Dios» 27 veces, y Bur-Malottke quiere que se cambien por «el ser supremo, que veneramos» (jenes höhere Wesen, das wir verehren), una frase más coherente con sus creencias anteriores a la conversión. En lugar de volver a grabar las conferencias, las corta para sustituir la palabra «Dios».
La edición se complica con la necesidad de grabar diferentes casos—diez nominativos, cinco acusativos (esto es, quince «jenes höhere Wesens, das wir verehren»), cinco dativos («jenem höheren Wesen, das wir verehren»), siete genitivos («jenes höheren Wesens, das wir verehren»), y un vocativo («O du höheres Wesen, das wir verehren!»)—para gran irritación de Bur-Malottke y diversión de Murke. Habrá que alargar medio minuto para cada conferencia sobre La esencia del arte para acomodar las palabras extra. «Evidentemente, Bur-Malottke no había pensado en esta complicación; empezó a sudar, pues este desplazamiento  de casos le desazonaba».

Los labios de Bur-Malottke se curvaban ante el micrófono como si quisiera besarlo, el sudor corría por su frente y Murke contemplaba fríamente a través de la mampara de cristal cómo sufría Bur-Malottke; de pronto quitó la coexión de Bur-Malottke, detuvo la cinta donde se grababan sus palabras y se regocijó viendo a Bur-Malottke mudo como un gordo y hermoso pez tras su pared de cristal. Conectó con el estudio y dijo tranquilamente: «Lo siento mucho, pero la cinta estaba estropeada y tengo que rogarle que vuelva a empezar con los nominativos».
Los silencios del Dr. Murke (Alianza Editorial, 1973)

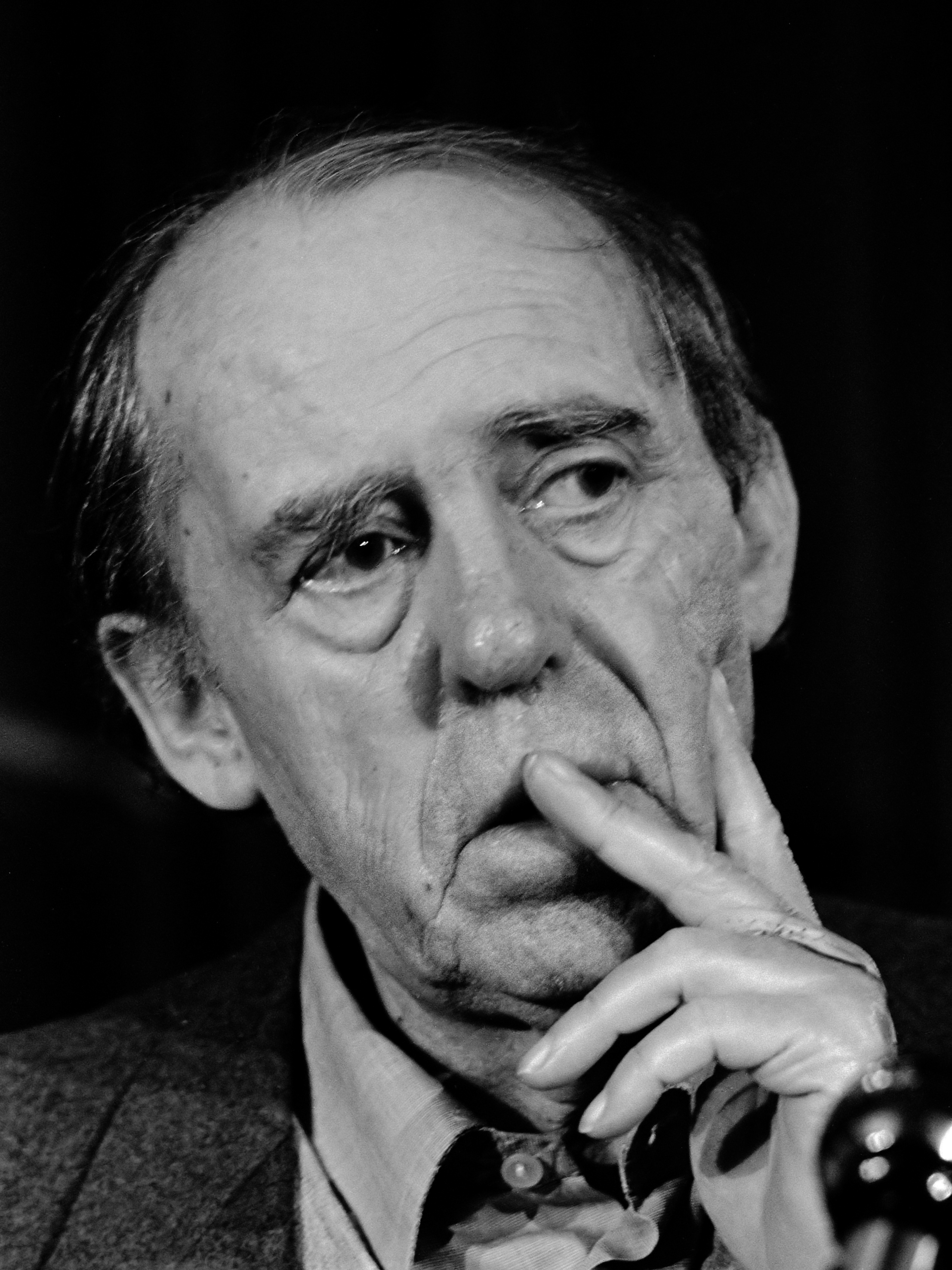
Heinrich Böll, 1983

Bur-Malottke se acerca después al director para pedirle que la emisora revise todas las grabaciones que ha hecho desde 1945: «Me es insoportable el pensar que después de mi muerte existan grabaciones donde digo cosas que ya no siento. Sobre todo, en el momento de fanatismo del año cuarenta y cinco me vi impulsado a hacer algunas declaraciones que ahora me preocupan y que sólo se pueden justificar por la inexperiencia juvenil que entonces caracterizaba mi obra...» El jefe de Murke felicita a Murke por haber sido capaz de estarse sentado durante las conferencias de Bur-Malottke. El jefe en cierta ocasión tuvo que escuchar tres veces un discurso de cuatro horas de Hitler. Cuando empezó, aún era nazi, y al acabar, ya no: ««fue una cura dura y terrible, pero muy eficaz».
Un técnico entrega doce los «Dios» de Bur-Malottke a un productor asistente que está editando una obra sobre un ateo cuyas preguntas eran contestadas por el silencio: «Ateo (Más alto todavía.): '¿Y quién se acordará de mí, cuando me haya convertido de nuevo en hojarasca?' (Silencio.).» El productor desea tener una voz que diga «Dios» en esos momentos, y queda sorprendido cuando el técnico le entrega la lata de Murke llena de los «Dios» quitados de las conferencias de Bur-Malottke («usted es un ángel»). El técnico decide mantener los silencios que le sobran al productor para la colección de Murke. No había habido ningún silencio en las conferencias de Bur-Malottke sobre La esencia del arte.
La historia termina con el productor cogiendo un trozo de papel arrugado del bolsillo trasero («¿No le parece raro que se puedan encontrar en la emisora estas cosas tan cursis?»), la estampa que Murke había puesto en su puerta antes: Recé por ti en Santiago.

## Temas
La historia es una respuesta satírica a la Wirtschaftswunder de la posguerra en Alemania. Mikko Keskinen, un profesor de literatura comparada, escribe que el proyecto de Bur-Malottke de borrado copia los esfuerzos de Alemania de integrar a ciudadanos con un pasado sospechoso; La colección de silencios de Murke se alza como contraste a las «palabras huecas y hechos no auténticos» que lo rodeaban. Que los alemanes estaban «estupefactos» después del Holocausto era a menudo la única respuesta: «Uno podía retirarse del mundo, y así, al menos por un momento, renunciar a los símbolos de la humanidad». Pero la palabra puede usarse para derrotar a la hipocresía: la imposición de Murke de las reglas de la declinación podía «provocar un deterioro en los poderes fácticos y una desviación en su autoridad articulatoria». Keskinen une la historia a la última frase del Tractatus (1921) de Ludwig Wittgenstein: «Wovon man nicht sprechen kann, darüber muß man schweigen» («De lo cual no se puede hablar, de lo cual se debe callar».)